# Aspidoconcha humilis
Aspidoconcha humilis is een mosselkreeftjessoort uit de familie van de Xestoleberididae. De wetenschappelijke naam van de soort is voor het eerst geldig gepubliceerd in 1889 door Brady & Norman.